# Nomisia tingitana
Nomisia tingitana är en spindelart som beskrevs av Raymond Comte de Dalmas 1921. Nomisia tingitana ingår i släktet Nomisia och familjen plattbuksspindlar.
Artens utbredningsområde är Marocko. Inga underarter finns listade i Catalogue of Life.